# Charlie Barnet
Charles Daly Barnet, (Nueva York, 26 de octubre de 1913-4 de septiembre de 1991) fue un músico estadounidense de jazz, saxofonista tenor y director de big band; tocaba también el alto y el  soprano.

## Historial
Comenzó su carrera musical a los dieciséis años, actuando en el Waldorf Astoria (1929) y formando después un grupo con el tocó durante varios años, a comienzos de la década de 1930, en barcos de crucero, por el Atlántico y el Mediterráneo, tocando preferentemente el saxo tenor. Después, tocó con Frank Winegar y participó en algunas orquestas (Beasley Smith, Jack Purvis...). En 1933 forma su primera big band, en un estilo muy influenciado por la de Duke Ellington, aunque solía interpretar arreglos de Fletcher Henderson, Don Redman o Benny Carter. Tocando ya el saxo alto, dirigió su orquesta durante más de tres decenios, y fue la primera banda blanca en tocar en el Apollo de Harlem (1934), a la vez que, en contra del racismo tan asentado de la época, incluyó con frecuencia músicos negros en su banda, no sólo como invitados (como fue el caso de sus contrincantes Benny Goodman y Artie Shaw), sino como miembros de las secciones instrumentales: Charlie Shavers, Trummy Young, Roy Eldridge, Oscar Pettiford, Lena Horne y muchos otros.
A partir de 1935, comienza a aparecer en numerosos films de Hollywood, especialmente durante los años 1940, lo que le proporcionó gran proyección, reforzando el gran éxito que obtuvo su banda en 1939, Cherokee. Sin embargo, a partir de finales de los años 1950, Barnet se alejó de la escena musical, apareciendo solo de forma fugaz en locales de Nueva York y Las Vegas, aunque sus numerosos matrimonios y divorcios estuvieron presentes en los medios de prensa.

## Estilo
Aunque Barnet es conocido sobre todo como director de big band, al mantener durante muchos años orquestas repletas de músicos de prestigio y jóvenes con proyección (Billy May, Bernie Privin, Buddy DeFranco, Barney Kessel, Dodo Marmarosa (1925 - 2002), Al Haig...) y con éxito popular, es también un apreciable saxofonista, en la línea de Coleman Hawkins cuando usaba el saxo tenor, y muy influido por Johnny Hodges en el saxo alto, llegando a veces hasta el mimetismo.
En 1984 se publicó su autobiografía, con el título de Those Swinging Years.